# James Carroll (Politiker, 1983)
James Carroll (* 21. August 1983 in Drogheda, County Louth) ist ein irischer Politiker (Fianna Fáil) und war von 2009 bis 2011 Senator im Seanad Éireann.
James Carroll wuchs gemeinsam mit seinen beiden Schwestern in Monasterboice, County Louth. Er studierte am University College Dublin und schloss sein Studium 2007 ab. Während seiner Zeit an der UCD war er von 2005 bis 2006 Präsident der UCD Students’ Union.
Im November 2009 rückte Carroll für den verstorbenen Senator Tony Kett in den 23. Seanad Éireann nach und besetzte dessen vakanten Sitz dort neu. Eine Nachwahl war hierfür nicht nötig geworden, da die anderen Parteien auf eigene Kandidaten verzichtet hatten. Carroll schied damit aus dem Louth County Council aus, in das er zuvor im Juni 2009 gewählt worden war. Zum Zeitpunkt seiner Ernennung zum Senator war er das jüngste Mitglied des irischen Parlaments. Bei der nächsten regulären Wahl konnte er seinen Sitz nicht verteidigen.